# جيف دي لوكا
جيف دي لوكا (بالإنجليزية: Jeff De Luca)‏ هو كاتب أسترالي، ولد في 1964.